# Indika Dissanayake
Indika C. D. Dissanayake Mudiyanselage (Hataraliyadda, 6 agosto 1989) è un sollevatore singalese.

## Palmarès
- Giochi del Commonwealth

Gold Coast 2018: argento nei 69kg.
- Giochi dell'Asia meridionale

Guwahati 2016: argento nei 69kg.